# 赤土小学校前駅

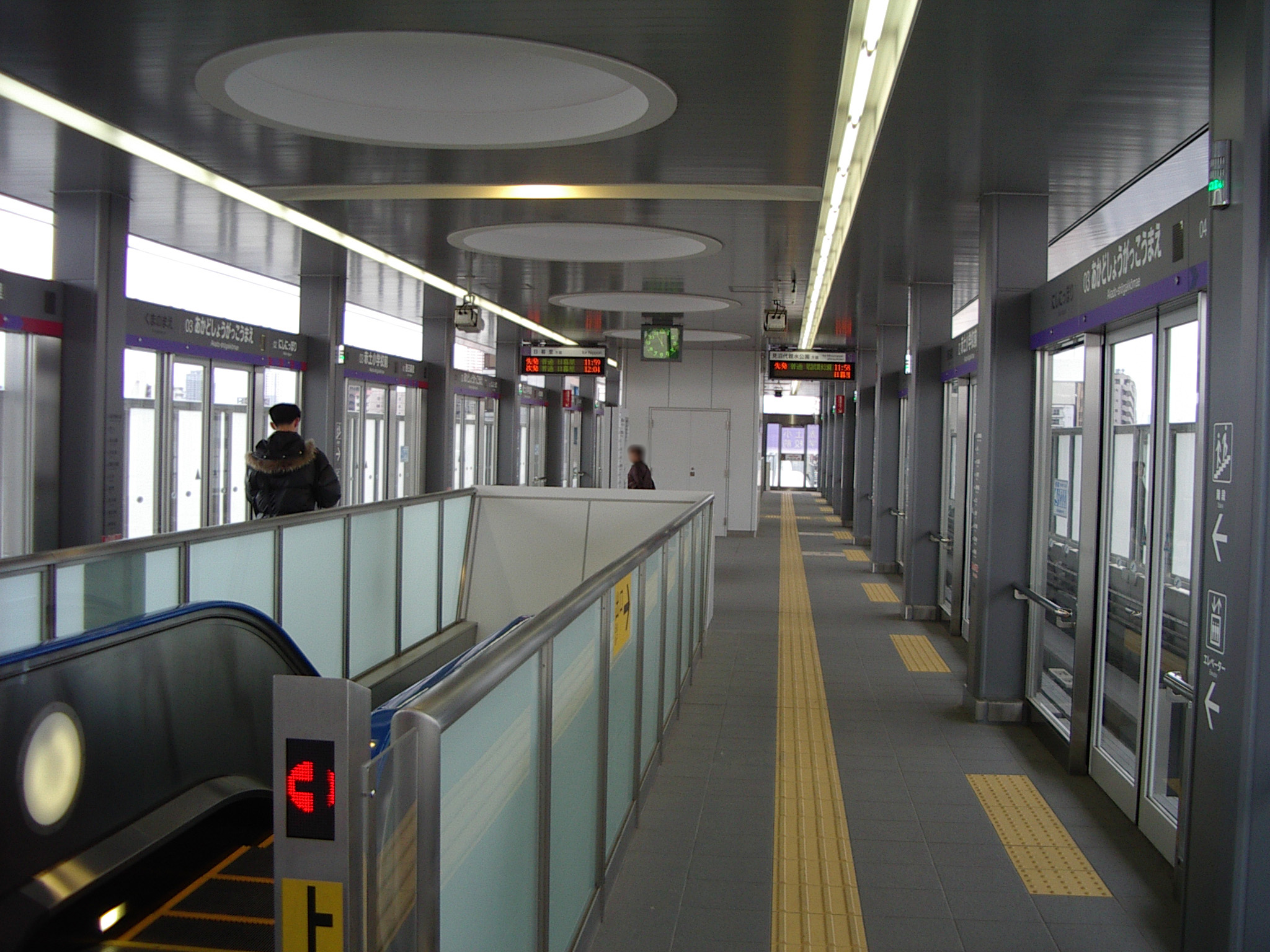
ホーム（2008年3月30日）

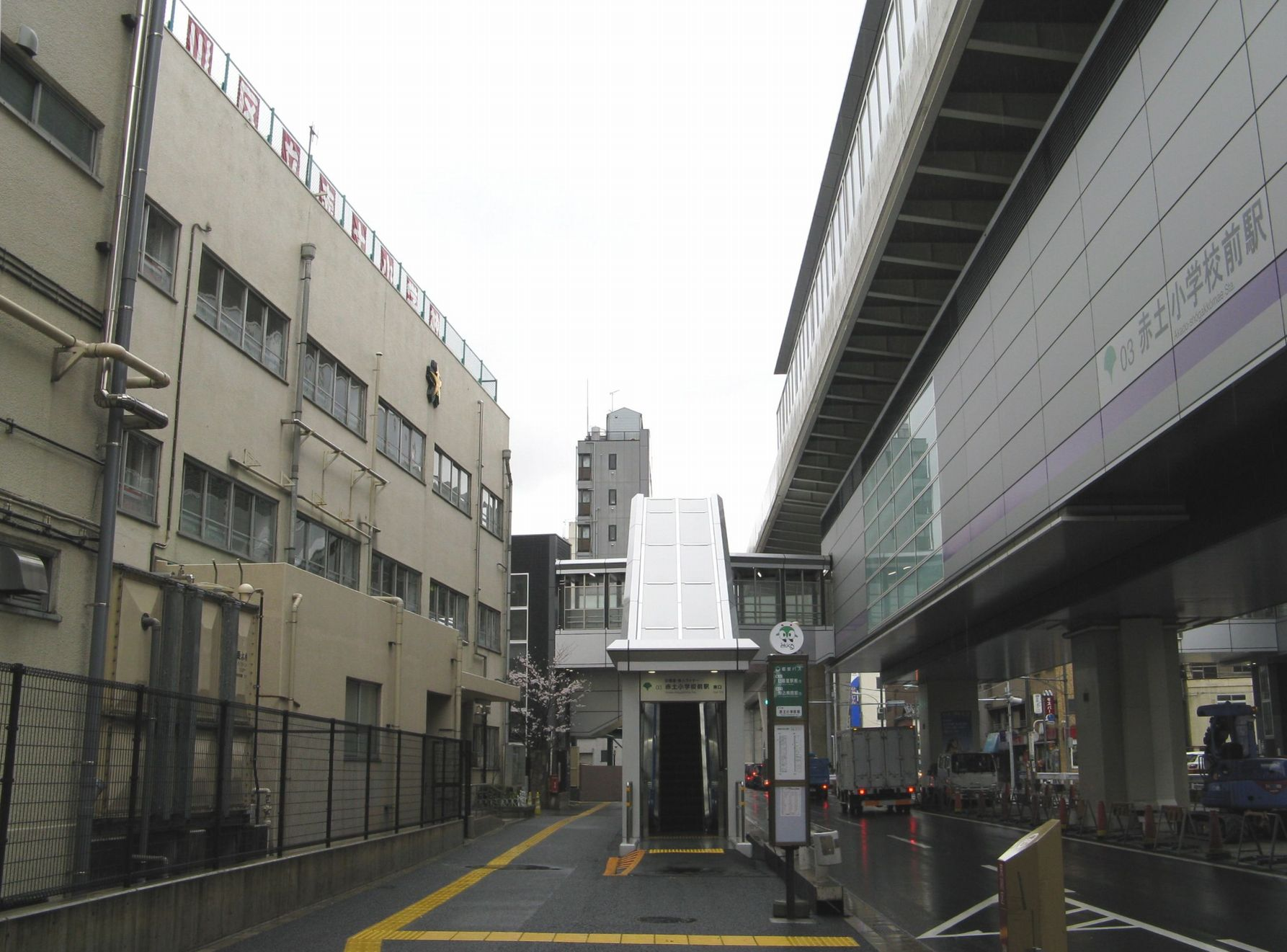
赤土小学校前駅（右）と荒川区立赤土小学校（2008年3月31日）

赤土小学校前駅（あかどしょうがっこうまええき）は、東京都荒川区東尾久四丁目にある、東京都交通局日暮里・舎人ライナーの駅。駅番号はNT 03。

## 歴史
計画時の仮称は「赤土小学校」であった。
- 2008年（平成20年）3月30日 - 開業[2][3]。

## 駅構造
島式ホーム1面2線を持つ高架駅である。

### のりば
| 番線 | 路線                 | 行先               |
| ---- | -------------------- | ------------------ |
| 1    | 日暮里・舎人ライナー | 見沼代親水公園方面 |
| 2    | 日暮里・舎人ライナー | 日暮里方面         |

## 利用状況
2023年（令和5年）度の1日平均乗降人員は5,318人（乗車人員：2,736人、降車人員：2,582人）である。
開業以来の1日平均乗降・乗車人員の推移は下表の通り。
| 年度               | 1日平均 乗降人員 | 1日平均 乗車人員 | 出典     |
| ------------------ | ---------------- | ---------------- | -------- |
| 2007年（平成19年） |                  | 3,040            | [ * 1 ]  |
| 2008年（平成20年） | 3,270            | 1,714            | [ * 2 ]  |
| 2009年（平成21年） | 3,747            | 1,944            | [ * 3 ]  |
| 2010年（平成22年） | 3,904            | 2,029            | [ * 4 ]  |
| 2011年（平成23年） | 3,727            | 1,931            | [ * 5 ]  |
| 2012年（平成24年） | 3,672            | 1,904            | [ * 6 ]  |
| 2013年（平成25年） | 3,882            | 2,019            | [ * 7 ]  |
| 2014年（平成26年） | 4,332            | 2,244            | [ * 8 ]  |
| 2015年（平成27年） | 4,546            | 2,355            | [ * 9 ]  |
| 2016年（平成28年） | 4,739            | 2,448            | [ * 10 ] |
| 2017年（平成29年） | 5,016            | 2,589            | [ * 11 ] |
| 2018年（平成30年） | 5,206            | 2,688            | [ * 12 ] |
| 2019年（令和元年） | 5,216            | 2,688            | [ * 13 ] |
| 2020年（令和02年） | 4,484            | 2,290            |          |
| 2021年（令和03年） | 4,764            | 2,430            |          |
| 2022年（令和04年） | 5,055            | 2,591            |          |
| 2023年（令和05年） | 5,318            | 2,736            |          |

備考
1. ↑  2008年3月30日開業。開業日から同年3月31日までの計2日間を集計したデータ[10]。

## 駅周辺
- 荒川区立赤土小学校
- 荒川東尾久二郵便局
- 荒川東尾久四郵便局
- 東京東信用金庫
- 都電荒川線（東京さくらトラム） 東尾久三丁目停留場 - 乗り換えは隣の熊野前駅が便利である。

### バス路線
赤土小学校前停留所（尾久橋通り）
- 都営バス
  - 端44：北千住駅前行 / 駒込病院前行
  - 里48：見沼代親水公園駅前行・江北六丁目団地前行 / 日暮里駅前行（平日のみ運行）
  - 里48-2：加賀団地（循環）・加賀行 / 日暮里駅前行

## 隣の駅
東京都交通局
 日暮里・舎人ライナー
西日暮里駅 (NT 02) - 赤土小学校前駅 (NT 03) - 熊野前駅 (NT 04)